# Kunvald
Kunvald település Csehországban, az Ústí nad Orlicí-i járásban. Kunvald Pěčín, Rokytnice v Orlických horách, Líšnice, Klášterec nad Orlicí, Kameničná, Žamberk és Bartošovice v Orlických horách településekkel határos. Lakosainak száma 941 fő (2024. január 1.).

## Népesség
A település lakosságának változását az alábbi diagram mutatja:
| Lakosok száma | 2308 | 2091 | 1849 | 1188 | 1013 | 967  | 974  | 960  | 890  | 941  |
|               | 1869 | 1900 | 1921 | 1961 | 1980 | 2011 | 2016 | 2019 | 2021 | 2024 |